# Циннова зв'язка

1 — Склера. 2 — Судинна оболонка. 3 — Канал Шлемма. 4 — Корінь райдужки. 5 — Рогівка. 6 — Райдужка. 7 — Зіниця. 8 — Передня камера ока. 9 — Задня камера ока. 10 — Війчасте тіло. 11 — Кришталик. 12 — Склоподібне тіло. 13 — Сітківка. 14 — Зоровий нерв. 15 — Зонулярні волокна.

Циннова зв'язка або війчастий поясок, циліарна зв'язка (лат. zonula ciliaris) — це кругова зв'язка, що підвішує кришталик утворена з тонких глікопротеїнових зонулярних волокон (fibrae zonulares). Розташована в задній камері ока. Названа на честь німецького лікаря Йоганна Готтфріда Цинна, який описав її в 1755 році.
Волокна циннової зв'язки покриті мукополісахаридним гелем з метою захисту від протеолітичних ферментів водянистої вологи камер ока. Це обумовлює мембраноподібний вид зв'язки.
При скороченні циліарного м'яза натяг циннової зв'язки зменшується і кришталик округлюється, забезпечуючи акт акомодації. При розслаблені м'язу зонулярні волокна натягуються і кришталик сплющується. Фокус віддаляється.
В цинновій зв'язці розрізняють передні і задні зонулярні волокна. Передні зонулярні волокна відходять від основи війчастих відростків і кріпляться до екваторіальної і задньої частин кришталика. Задні зонулярні волокна відходять від зубчастого краю і прикріплюються до передньої частини кришталика. Між перехрещеними передніми і задніми волокнами навколо кришталика утворюється незамкнутий щілиноподібний простір, що називається каналом.
Зонулярні волокна кріпляться на циліарному тілі до склоподібної мембрани, самого зовнішнього шару.
При відриві волокон циннової зв'язки кришталик зміщується (вивих кришталика).